# Abbázia
Abbázia (horvátul Opatija, olaszul és németül Abbazia) város és község (járás) Horvátországban, Tengermellék-Hegyvidék megyében.

## A község (járás) települései
Dobreć, Ičići, Ika, Abbázia, Oprič, Pobri, Poljane, Vela Učka és Veprinac.

## Fekvése
Fiumétól 8 km-re nyugatra, az Isztriai-félsziget északkeleti részén, a Kvarner-öböl partján, az Učka-hegység lábánál fekszik. Közúton az Isztriai-félsziget felől az A8-as autópályán, a Trieszt és a Dalmácia felől az A7-es autópályán, Zágráb felől az A6-os autópályán érhető el. Vasútállomása Matuljiban van. A várost babérfaligetek veszik körül, tengerpartja sziklás és festői.

## Nevének eredete
Horvát neve az opatija (apátság) főnévből származik, miként a magyar az azonos jelentésű olaszból.

## Éghajlata
Mivel az Učka hegye emelkedik fölé (1396 m), e hegy miatt télen is enyhe az éghajlat. A téli átlaghőmérséklet: 7-9 °C, míg nyáron a hegy mérsékli a meleget.

## Növényzete
A városban mediterrán növényzetet, gyönyörű parkokat találhat a látogató: babér, leander, pálmák nyújtanak kellemes környezetet.

## Története

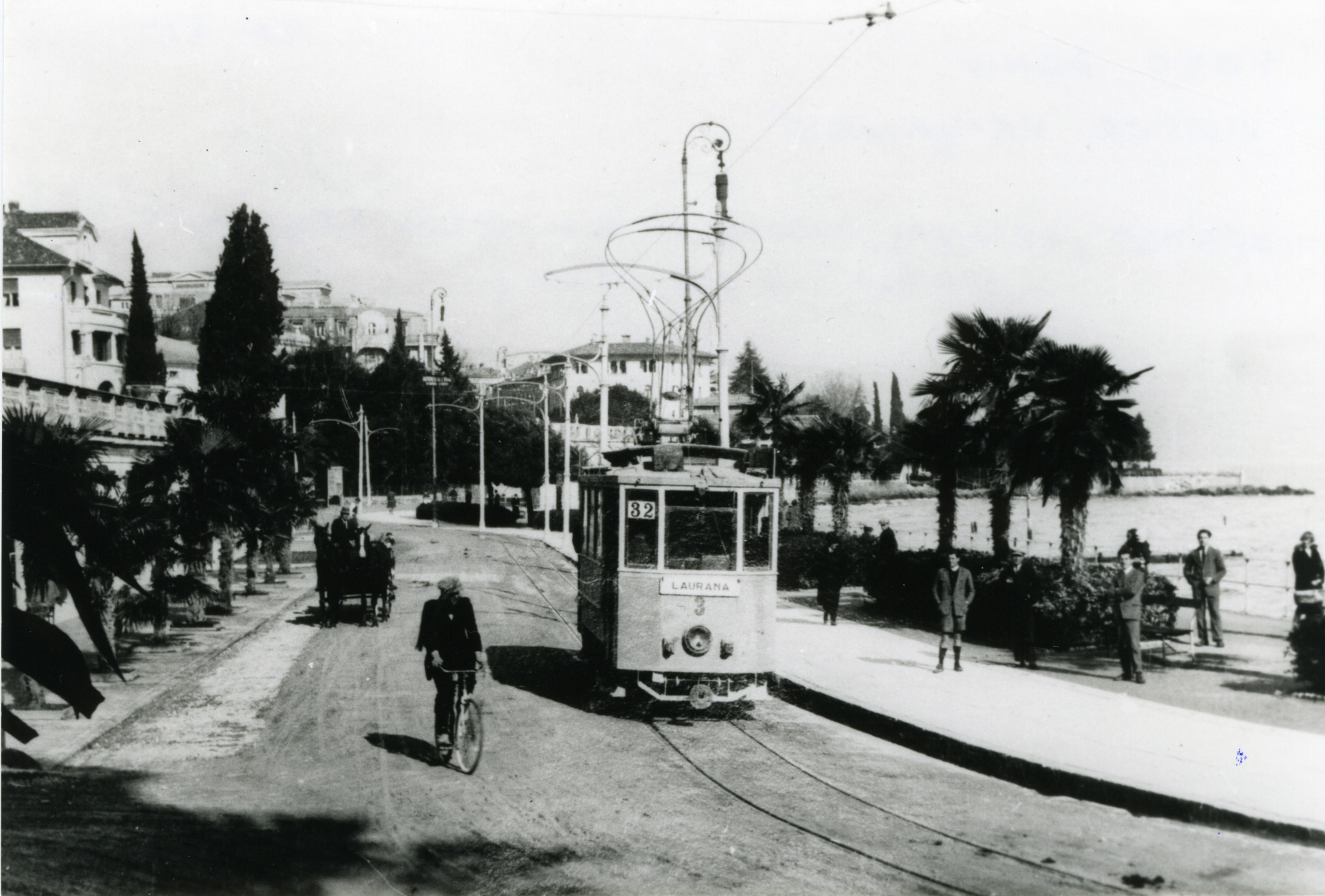
Az egykori villamos a mai strand előtt

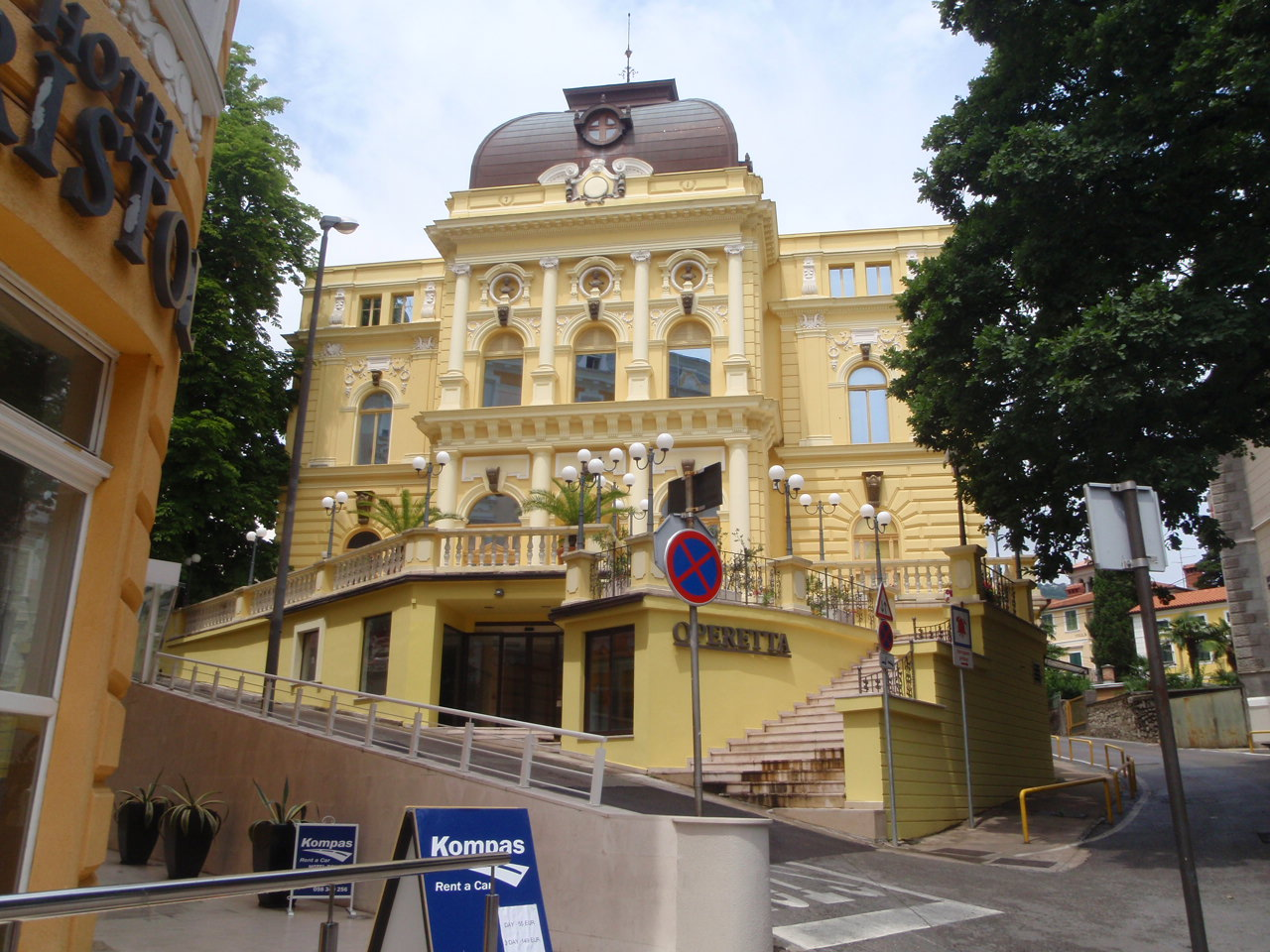
Az egykori Operaház, átalakítva üzletházzá, 2011-ben üresen

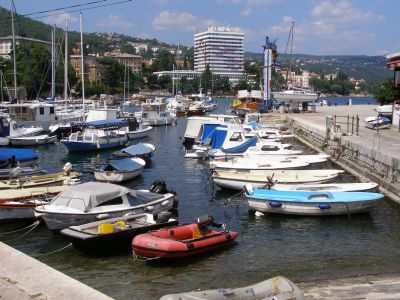
A vitorláskikötő

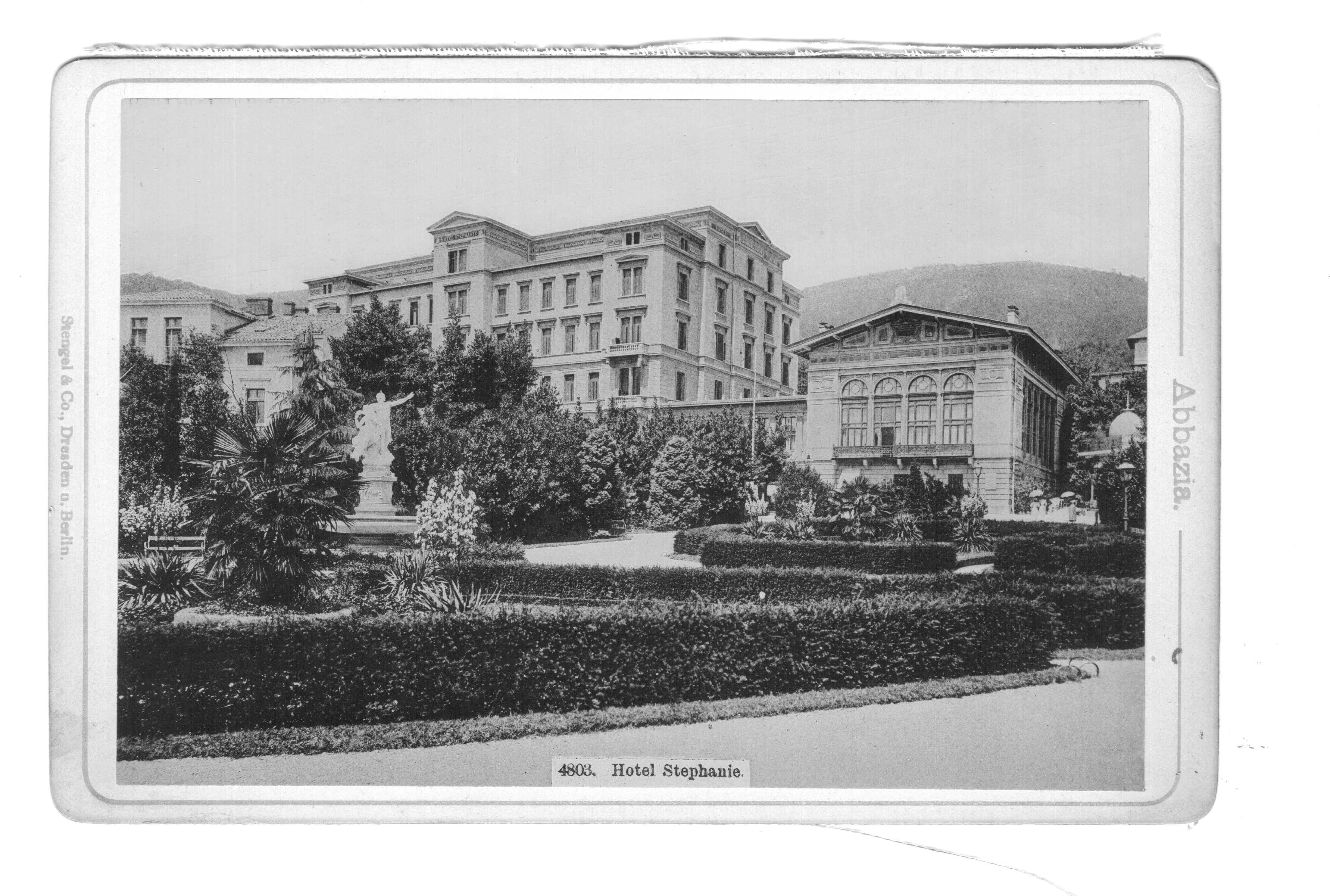
Abbázia, Stefánia szálloda

A 15. században bencések alapítottak itt kolostort. A 19. századig lakatlan vidékre először fiumei kereskedők kezdtek építkezni a kolostor köré. Fiume kikötőjének kiépülésével üdülőterületté fejlődött, 1884-ben a vasút kiépülésével hatalmas nyüzsgő üdülőhellyé vált.
1907-re Karlsbad után a Monarchia második legnagyobb üdülőhelye lett, ahol több neves személyiség, köztük I. Ferenc József és több király és művész is megfordult. Szanatóriumait többnyire magyar orvosok vezették.
1908-tól Opatija-Matulji vasútállomástól villamos közlekedett a városon át egészen Lovranig.
1918-ig az Osztrák Tengermellék, majd 1918-ban Olaszország, 1943-ban a Független Horvát Állam, majd 1945-ben Jugoszlávia része lett. Horvátország 1991-es függetlenné válásával hozzá került.

## Gazdasága
Gazdaságának alapja az idegenforgalom, amely a városban évszázados múltra tekinthet vissza. Főleg klimatikus gyógyhelyként ismert, reuma, asztma, szívbetegség kezelése lehetséges itt. Strandsétányát a 19–20. század fordulóján kezdték kiépíteni, mígnem 12 km hosszú lett Volosko felé, neve az olasz eredetű: Lungomare.
Turisztikai infrastruktúrája: 29 hotel, 5000 ággyal, 1000 privát ágy várja a látogatókat, összesen 12 000 főt tudnak egyszerre fogadni, a kempinget is beszámítva.
2000-ben az Európai Értékelő Bizottság Környezetvédelmi Alapítványa Kék Zászlóval tüntette ki Abbázia kikötőjét.

## Látnivalók
- Az egykori névadó kolostorból mára csak az 1420-ban épült Szent Jakab-templom maradt, melyet 1506-ban, majd a 18. században is felújítottak, végül 1937-ben kibővítettek.
- Szabadtéri színháza 2000 néző számára nyújt szórakozást.
- Abbázia első villája, a Villa Angiolina[2] 1844-ből származik. Építtetője Iginio Scarpa fiumei nemes volt, aki a villát feleségéről nevezte el. Neoklasszicista épület, téglalap alakú alaprajzzal, négyosztatú tetővel borítva, a tenger felé néző széles lépcsővel és reprezentatív homlokzattal. A lépcső alján egy neobarokk rondeau található szezonális virágokkal, míg a parkban 124, különböző, részben egzotikus eredetű növényfajt gondoznak. Az Angiolina villán kívül a parkban még számos épület, üvegház, óvoda és gazdasági épület található. Külön érdemes megemlíteni a svájci házat, amelyet egy romantikus vidéki kunyhó ötlete alapján építettek. A villát 2000-ben felújították.
- A Lungomare a város egyik híres látványossága. Ezt a 12 km hosszú parti sétányt az Adria egyik legszebb sétányának tartják. A sétány első része 1899-re készült el, a második 1911-re. Opatija legpatinásabb épületei helyezkednek el a sétány mentén.
- Abbázia jelképévé vált az 1956-ban Zvonco Car szobrászművész alkotta szobor, a Leány sirállyal. Helyén korábban egy grazi szobrász Tenger Madonnája szobra állt, amit az időjárás tönkretett, s most helyreállítására vár.
- A Hotel Kvarner Opatija 1884-ben épült fel, mindössze 10 hónap alatt.
- Villa Amalia (1890)
- A Marijina Navještenja (Angyali Üdvözlet) templom alapkövét 1908-ban tette le Franjo Nagl trieszti püspök, de csak 1926-ra fejeződött be az építése.
- Az Amerikai kerteket[3] az 1930-as években Michael Paulus Kuczor elképzelése alapján 8426 m2 területen alakították ki. A tulajdonos 1941-es távozásáig belépődíjas botanikus kertként működtek, az 1960-as évektől pedig a Parkovi d.o.o városi cég tulajdonában volt. A kert nevelőtelepként szolgál a dísznövények termesztésére. Az öbölre nyíló lejtőn van kialakítva lépcsőzetes teraszok formájában, amelyeket félköríves ösvények kötnek össze, amelyek a kert parképítészeti kompozíciójának alapját képezik. A lakóépület mellett fennmaradt néhány üvegház, egy rusztikus kertészház és olyan látványelemek, mint a monumentális portál, a kőlépcsők, az oszlopok és a romok.
- A Villa Rosaliát[4] 1896-ban építtette Henkel von Donnersmark pozsonyi grófnő. Az épület egy luxus családi villa, visszafogott historizáló stílusban, tagolt alaprajzzal, tetején jellegzetes toronyszerű kilátóval. A villa eredetileg kertterülete eredetileg az egyik legnagyobb volt Abbáziában. Az épület belseje gazdagon díszített és berendezett, reprezentatív jellegű, tágas bejárattal, széles lépcsővel, falai stukkóval és rokokó stílusú festményekkel vannak díszítve. Az első emeleti szobák kazettás fa mennyezettel rendelkeznek. A villát 1930-ban a híres cseh hegedűművész, Jan Kubelik vásárolta meg és lakott benne.
- A Szent Jakab-plébániatemplom[5] egy korábbi bencés apátság helyén található, amely valószínűleg még a 12. században épült. A templom főbejáratának szélén felirat olvasható a templom 1506-os építéséről. A kolostort 1555-ben vette át az ágoston rend, majd 1723-ban a jezsuitáké lett. 1748-ban a templomot átépítették, tükörboltozatot és barokk boltíveket kapott. Az 1930-as években a hajót egy apszisos szentéllyel meghosszabbították és kiszélesítették, amely körül neoromán stílusú deambulatóriumot alakítottak ki. A templom mellett egy alacsony harangtorony található, amelyet biforámák és átrium tagolnak.
- A Kesselstatt-villa[6] családi villának készült Abbázia Mandrija nevű, magasabban fekvő részén, a Déli Vasúti Társaság egyik első birtokán. A szomszédos villákkal együtt példája annak az eredeti elképzelésnek, hogy Abbázia buja kertekkel körülvett, magányos épületekkel rendelkező kertváros legyen. A villát Kesselstat grófnak tervezte Leopold Theyer osztrák építész 1891-ben, neoreneszánsz stílusban. A villa a Monti család tulajdonában is koncepciójában és belső kialakításában kifogástalan állapotban megőrzött épület maradt. A helyiségek eredeti elrendezése és funkciói, a belső és külső asztalosmunkák, a kerámia kályhák, a terasz és a fapadló, valamint bútorok, függönyök szépen fennmaradtak.
- A Casino di Lettura épülete[7] 1897-ben épült a közép-európai historizmus stílusában. Kivitelezésében nagyon hasonló a bécsi Fellmer és Helmer építészeti iroda munkáihoz. A kupola alatti markáns központi rizalitban reprezentatív csarnokot építettek galériákkal, figurális díszítőelemekkel és stukkóval gazdagon felszerelve. Eredetileg a főhomlokzatot összetett, rámpákkal és támaszfalakkal ellátott, monumentális lépcsőn közelítették meg, amelyeken egy korlátokkal díszített terasz nyugodott. Az épületben eredetileg olvasóterem működött külföldi sajtótermékkel és kávézóval.
- Az evangélikus templom[8] nemcsak egy minőségi építészeti alkotás, hanem egyben Carl Seidl építész egyik legreprezentatívabb munkája is. Abbázia ezen legnyugatibb részén a domborzat eléggé meredek, amelyet Seidl szakszerűen használt fel azzal, hogy a templomot kiemelt, domináns helyzetbe tette, amely alatt egy parkosított, romantikus stílusú kertterület található. A templom téglából készült homlokzatai gazdagon díszítettek faragott kőből készült épületrészekkel (lábazat, ablakkeretek, oszlopok, dekoratív vakárkádok, szögletes lizénák) és neoromán stílusú jellegzetességekkel rendelkeznek. A templom egyhajós, hosszúkás épület, téglalap alakú apszissal, a templom épületébe részben beépített harangtoronnyal, a déli homlokzat keleti részén külső, háromrészes lépcsővel és a templom délkeleti sarkában gazdag, jól megőrzött belső térrel. A templom épülete mellett egy vele stílusosan harmonizáló lakóépület található.
- A Hotel Imperial[9] 1885-ben épült a Császári és Királyi Déli Vasúttársaság beruházásával az akkori Habsburg Monarchia egyik legfényűzőbb szállodájaként, Franz Wilhelm építész terve alapján, a bécsi historizmus jegyében. Eredetileg a Hotel Kronprinzessin Stephanie nevet kapta. Jellemzője a fényűző homlokzat és a belső tér elrendezése gazdagon díszített mennyezetekkel és falakkal. Ebben az összefüggésben kiemelkednek az ünnepi ebédlő stukkói és festményei, valamint a kisebédlő fakazettás mennyezete. A lakóegységek két belső udvar körül vannak kialakítva, megőrizve az eredeti bútorzat egy részét.

## Itt hunyt el
- 1882-ben Simonyi Ernő országgyűlési képviselő.
- 1893-ban Markusovszky Lajos egészségügyi reformer, az MTA tagja
- 1897. június 5-én Kamermayer Károly, Budapest első polgármestere
- 1905. január 20-án Szapáry Gyula, Magyarország miniszterelnöke (1890–1892)
- Szent-király-szabadjai Véghely Dezső (1897. április 2.) történetíró, vármegyei elöljáró.

## Galéria

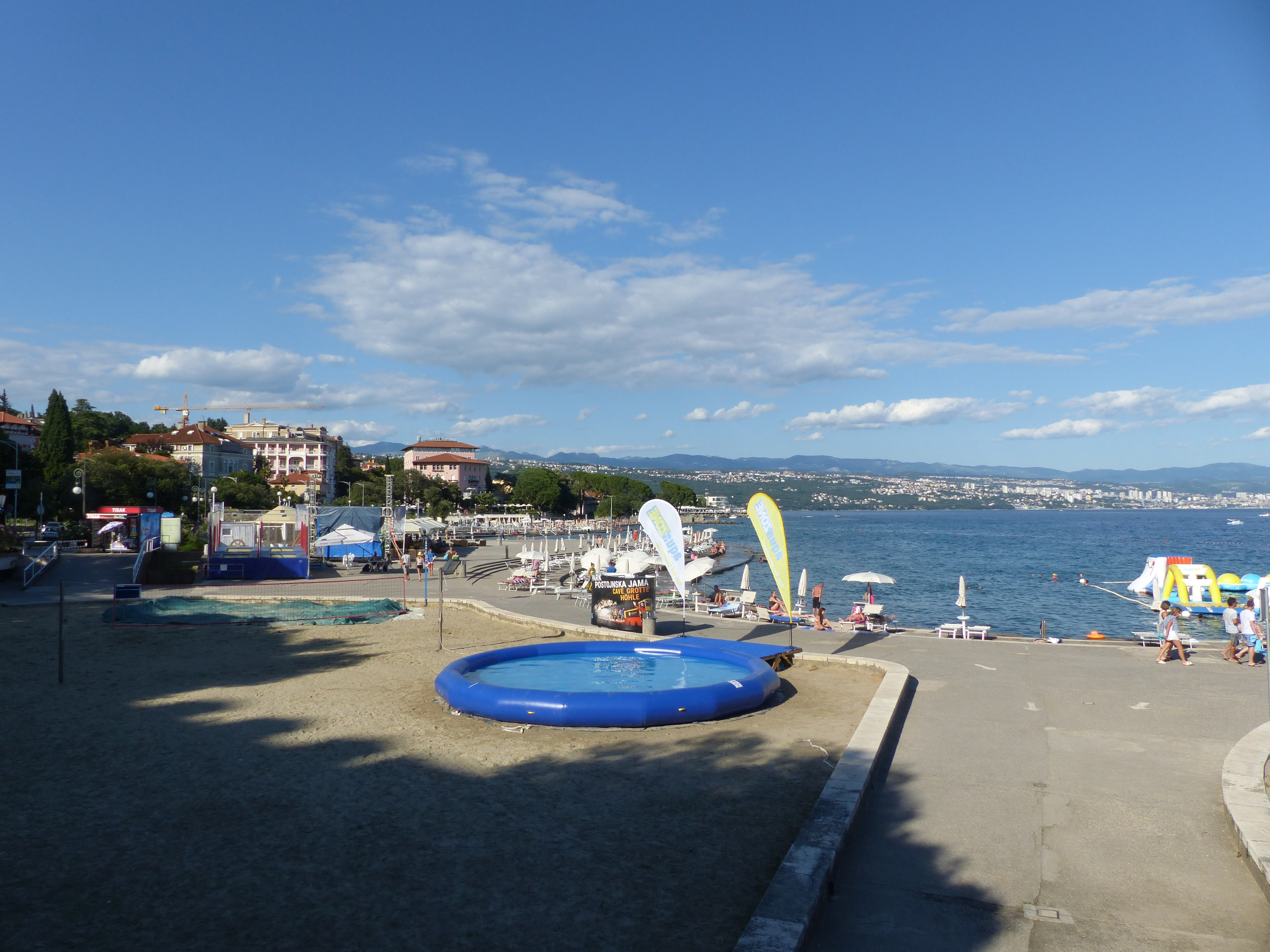
Lungomare
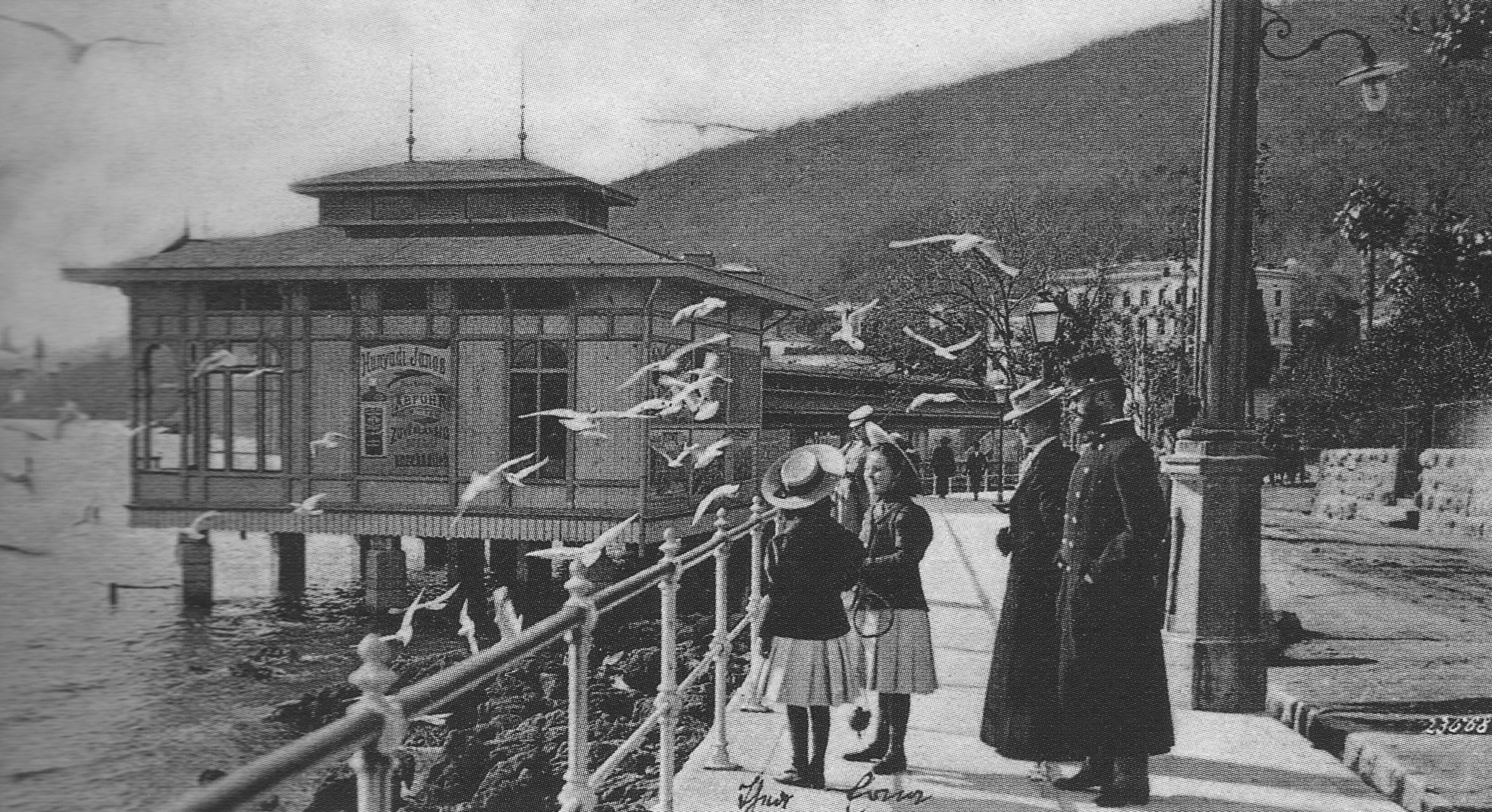
A fürdőház, 1900-ban
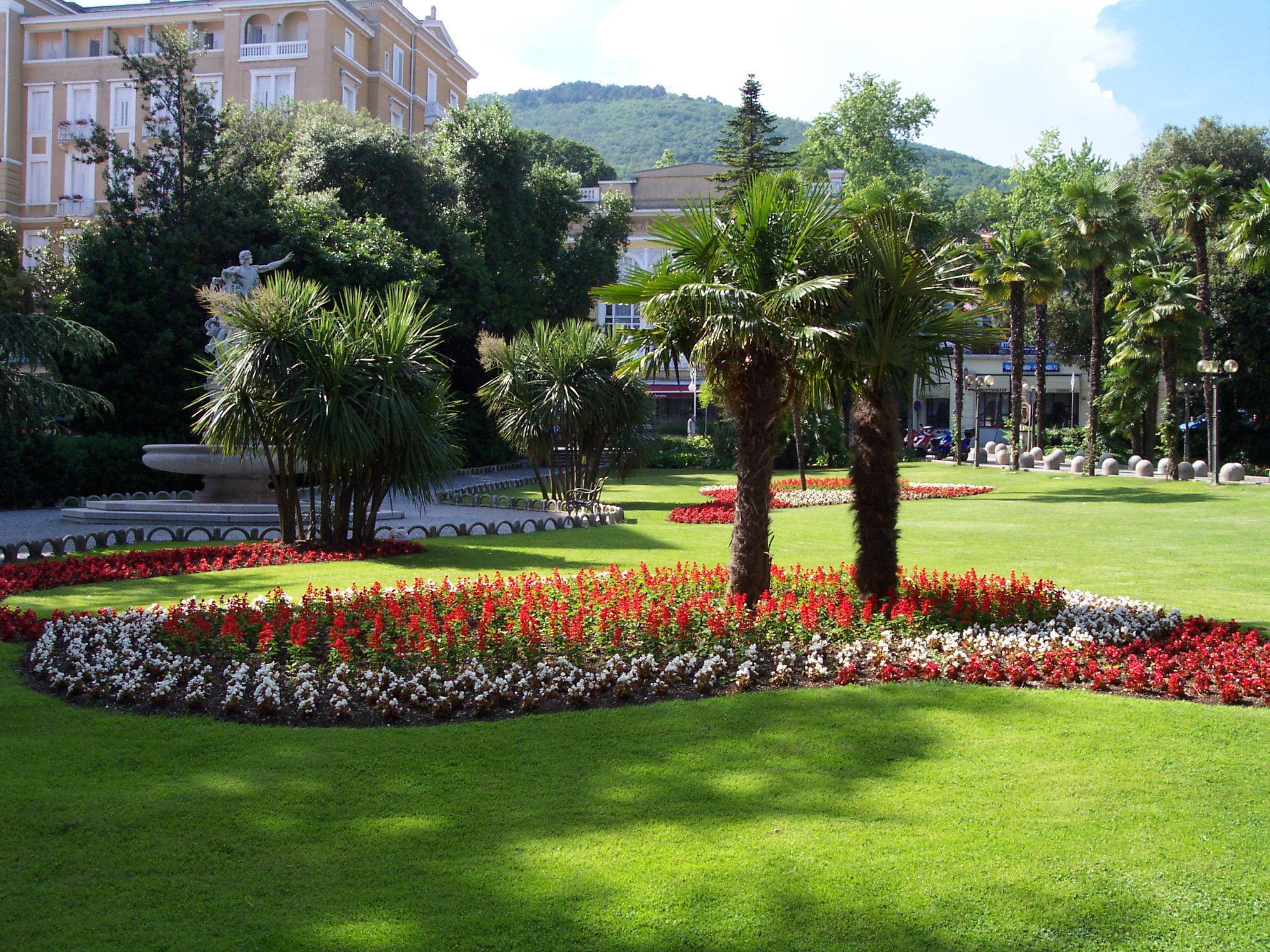
Angiolina park
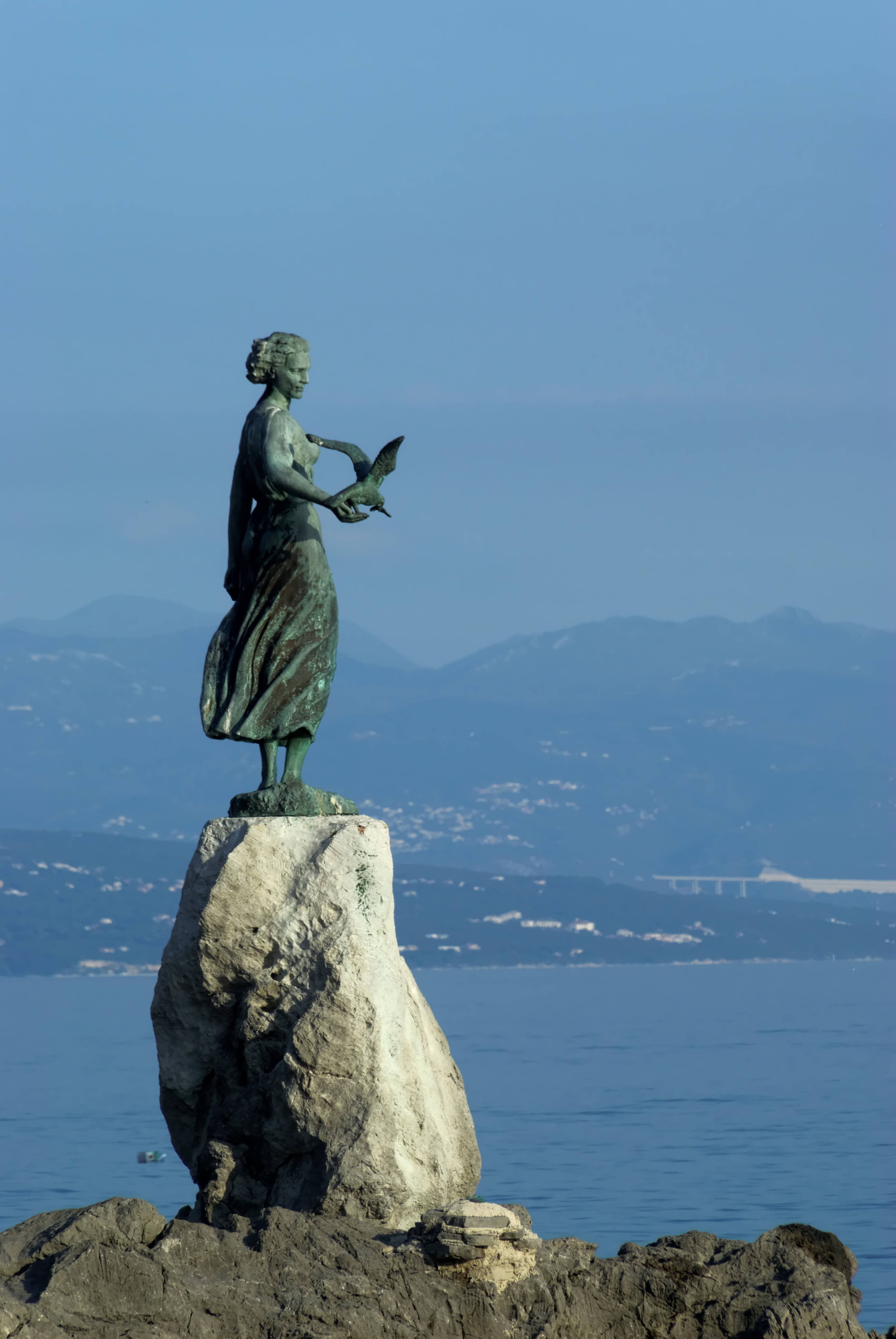
Leány sirállyal, szobor a strandnál
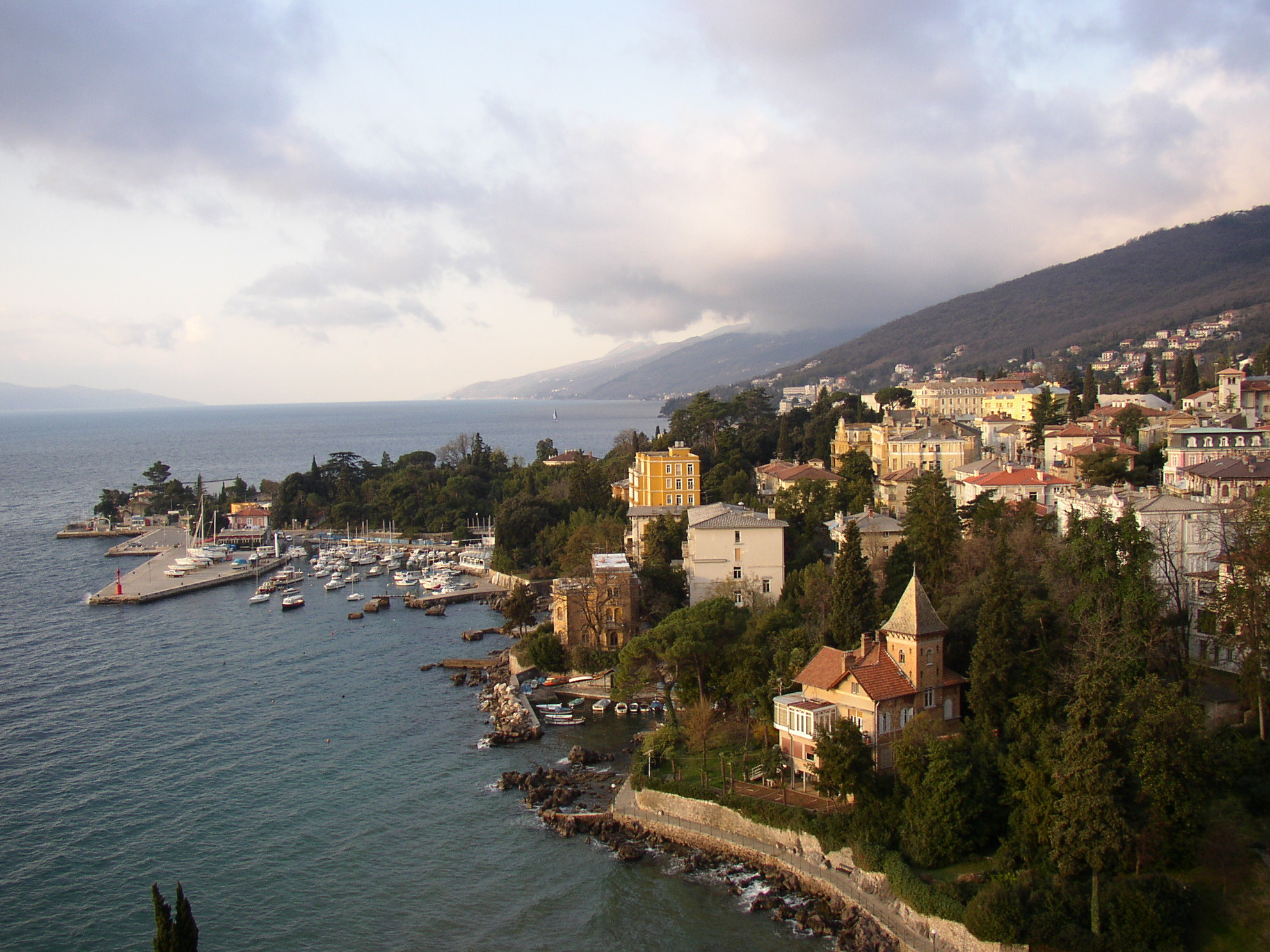
Látkép a kikötővel
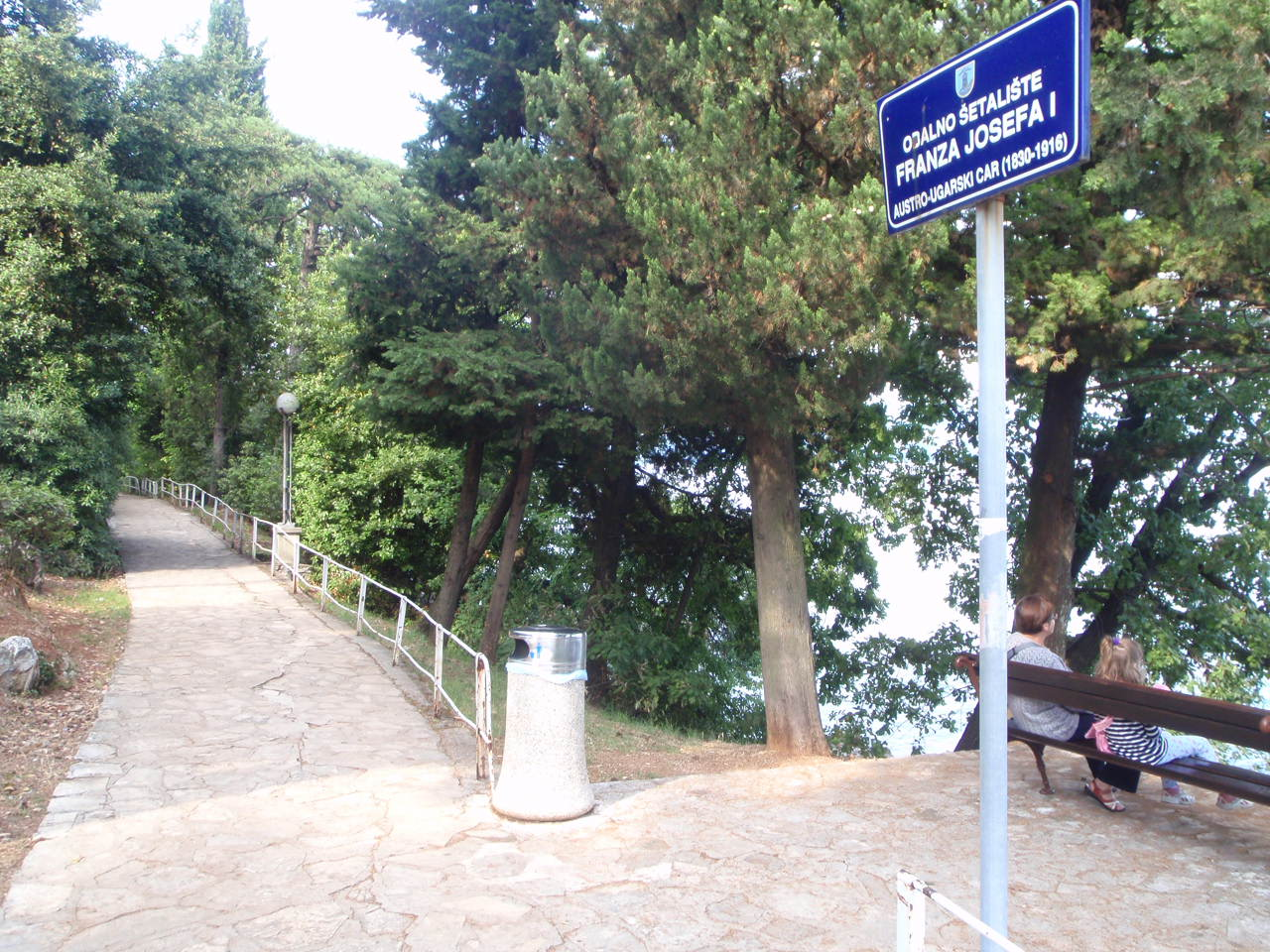
I. Ferenc József sétány a tengerparton Lovran felé
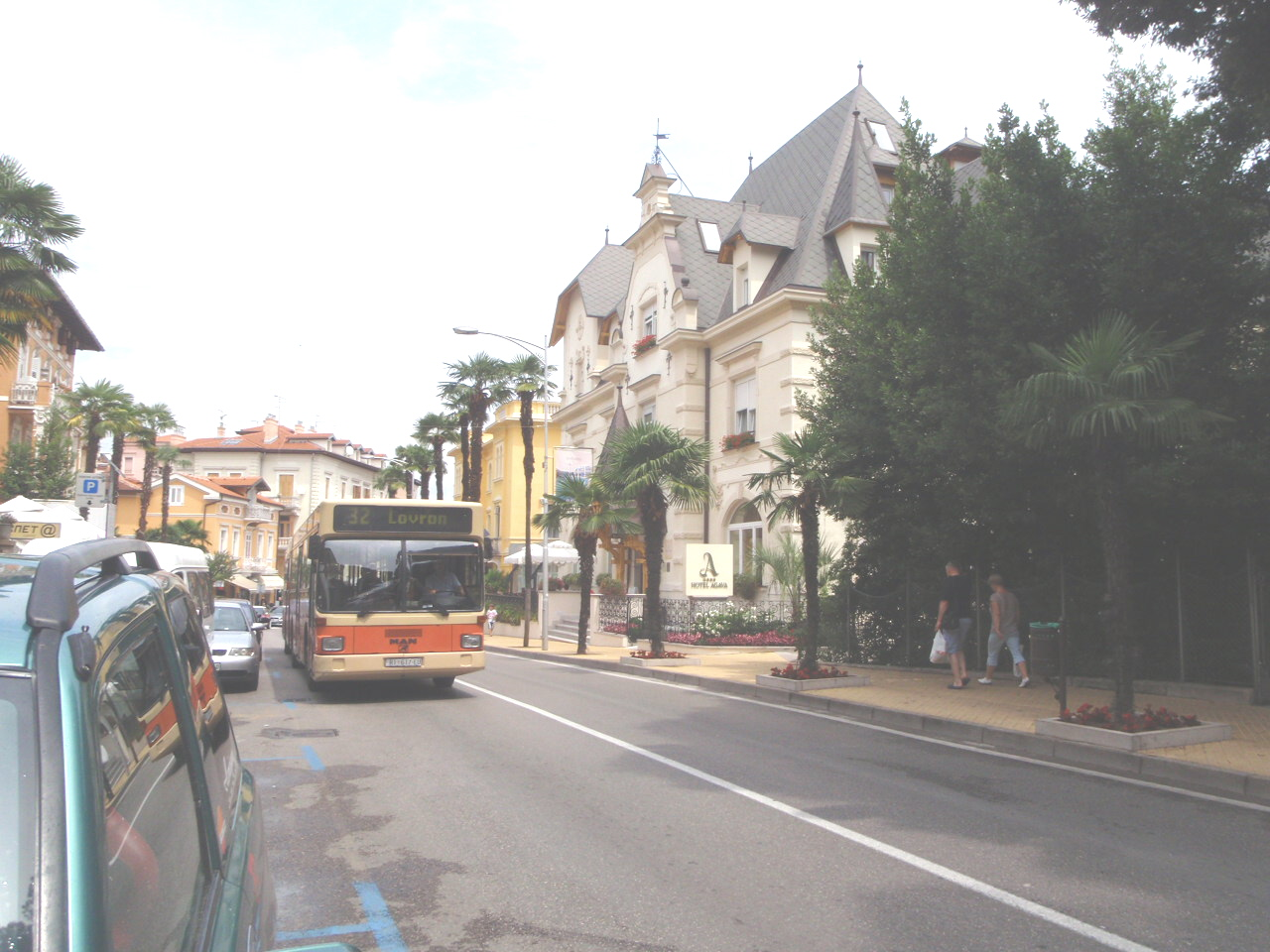
A város főutcája a – Tito utca – a villamost helyettesítő buszjárattal
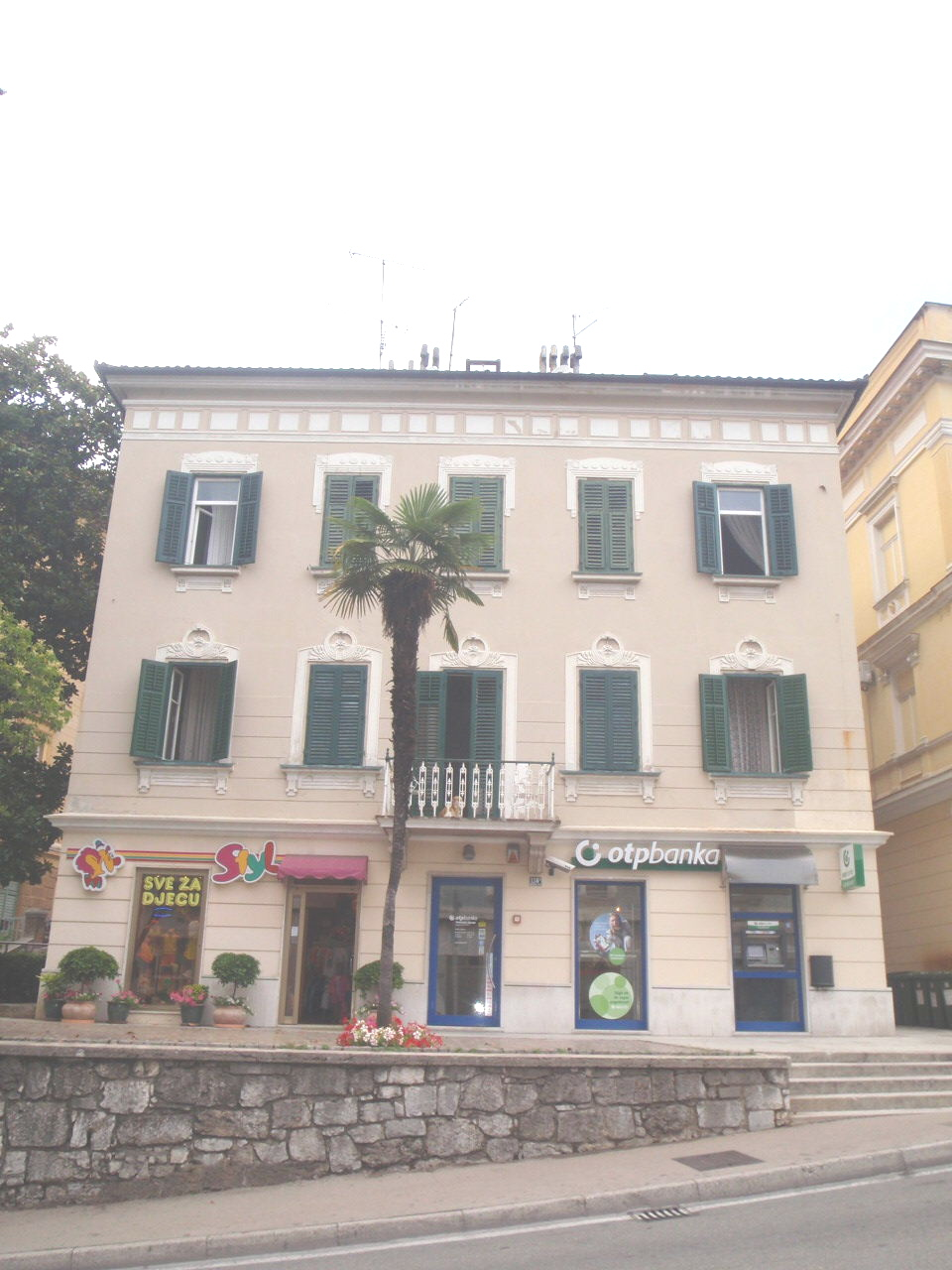
Az OTP városi fiókja a Tito utcában
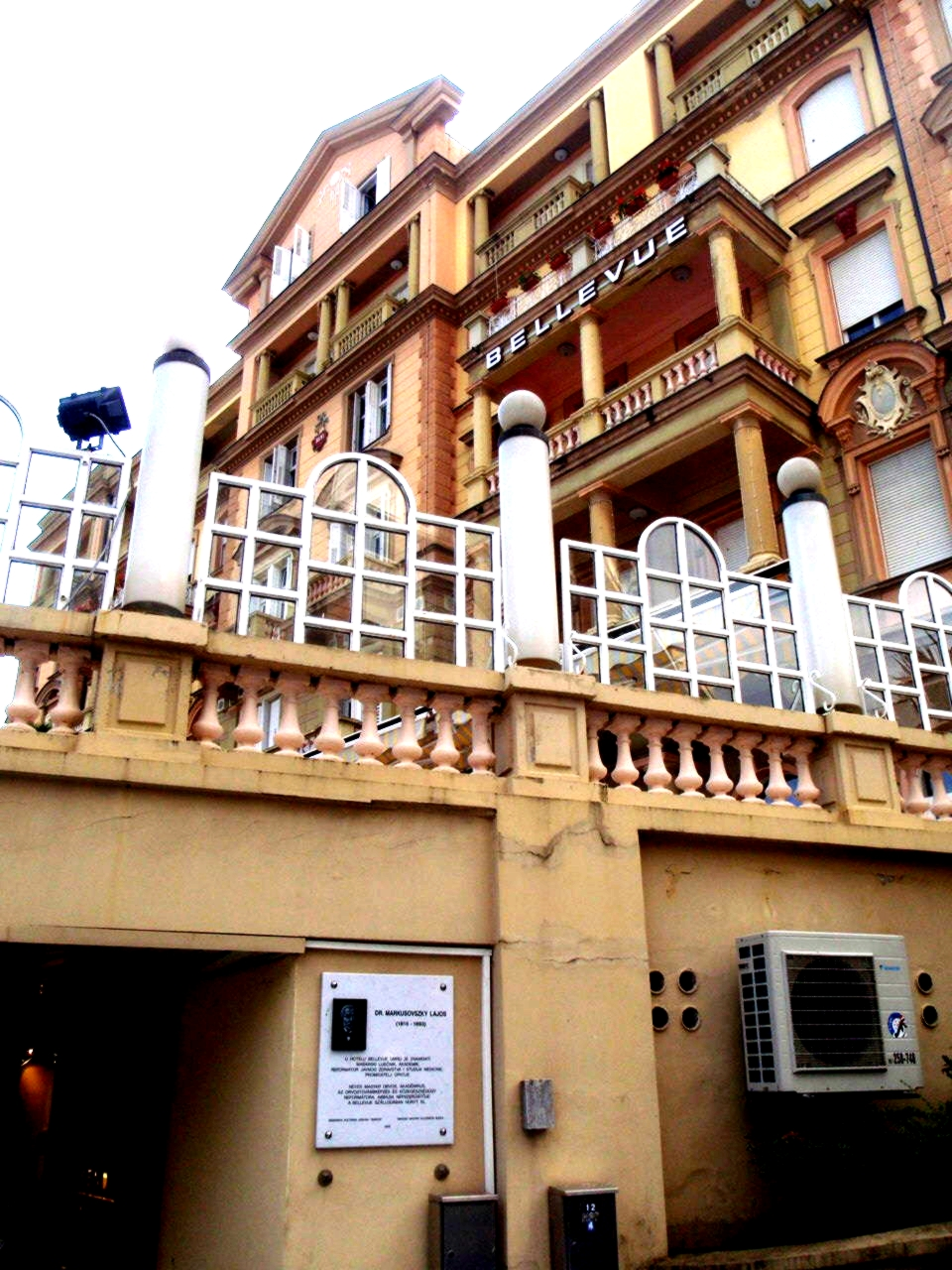
Fő tér, Hotel Bellevue, itt élte utolsó éveit Markusovszky Lajos
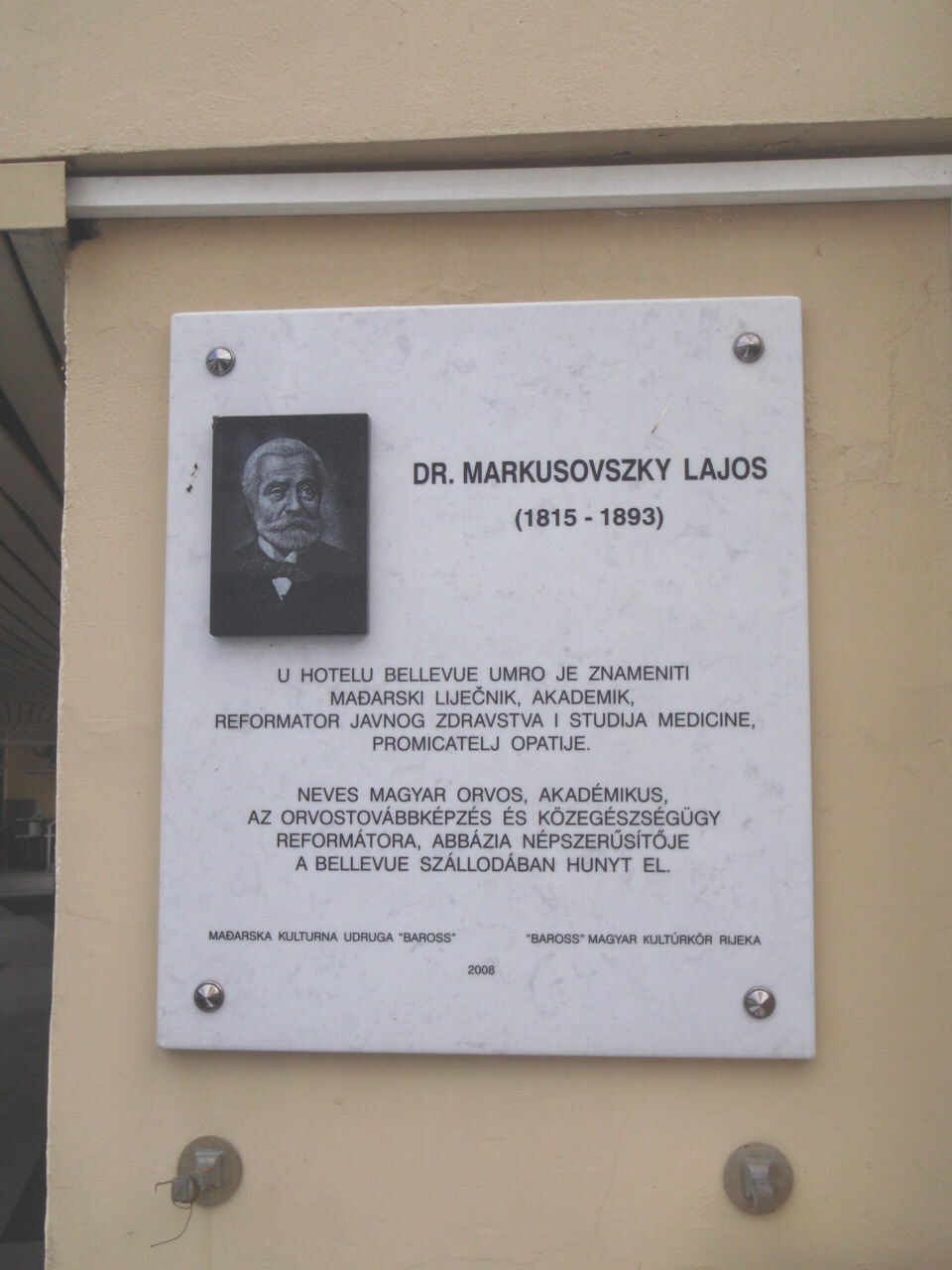
A Markusovszky Lajos-emléktábla a Hotel Bellevue oldalán
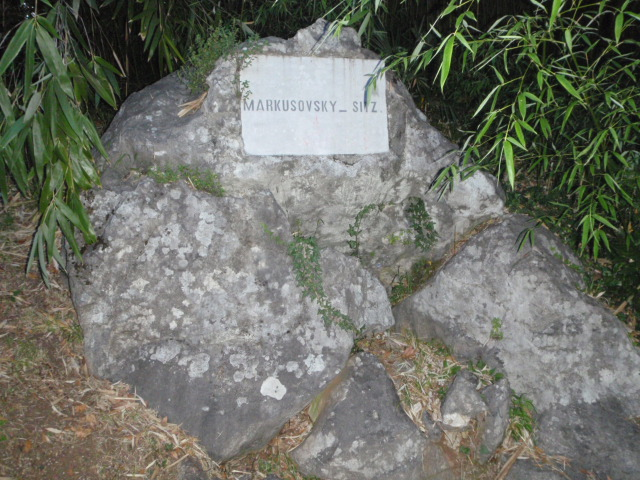
Markusovszky Lajos ülőhelye, a Hotel Opatija mögötti Margaréta parkban
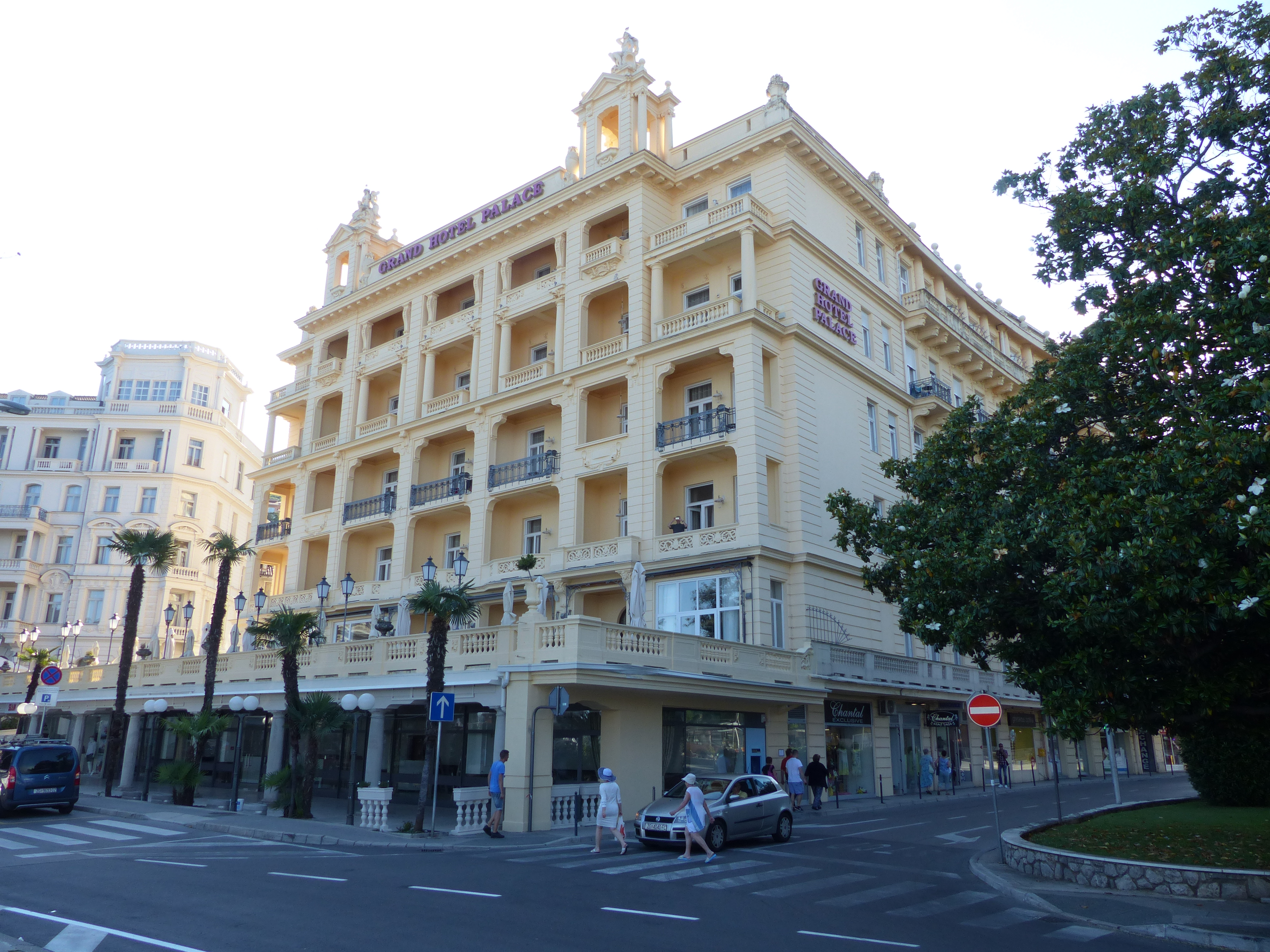
Grand Hotel Abbázia

## Testvértelepülései
- Bad Ischl, Ausztria (2010)
- Balatonfüred, Magyarország (1996)
- Carmagnola, Olaszország (1998)
- Castel San Pietro, Olaszország (1996)
- Ilirska Bistrica, Szlovénia (1987)